# Bitai
Bitai is een bestuurslaag in het regentschap Banda Aceh van de provincie Atjeh, Indonesië. Bitai telt 1057 inwoners (volkstelling 2010).